# شوكيات الزعانف الكاملة
شوكيات الزعانف الكاملة (الاسم العلمي: Holacanthopterygii) هي أصنوفة عليا من الأسماك تتفرع من 	أشباه شوكيات الزعانف الحقيقية.

## التصنيف
- رتبة شبيهات إسفينيات الرأس (منقرضة) †Sphenocephaliformes
- فرخانيات وأشباهها Percopsacea
  - رتبة فرخانيات الشكل
    - فصيلة أسماك فرخانية
- قديات وأشباهها
  - رتبة القديات
    - فصيلة أسماك القد
- شعاعيات الزعانف